# Hark Olufs
Hark Olufs (17 ou 19 de julho de 1708 em Nebel - 13 de outubro de 1754) era um marinheiro da Frísia do Norte. Ele foi capturado por piratas argelinos e vendido como escravo. Trabalhando com sucesso como servo escravo do Bey de Constantino, ele finalmente conseguiu se libertar do cativeiro.

## Vida
Hark Olufs nasceu como filho de um capitão náutico chamado Oluf Jensen em 17 ou 19 de julho de 1708 na ilha de Amrum, na Frísia do Norte, que então pertencia à Dinamarca. Em 1721, tornou-se marinheiro no Hoffnung, um navio pertencente ao pai.
Em 1724, em uma viagem de Nantes a Hamburgo, o navio de Olufs foi apreendido por piratas argelinos e ele e seus dois primos foram feitos reféns. A família de Olufs não podia arcar com o alto preço exigido em resgate pelos comerciantes de escravos de Barbary por sua libertação. Como o navio navegava nas cores de Hamburgo, o pedido da família de um empréstimo do fundo de escravidão do Reino dinamarquês foi rejeitado.
Posteriormente, Olufs foi vendido como escravo no mercado de escravos de Argel. De 1724 a 1727/28, ele foi um servo escravo do Bey de Constantino e assumiu a responsabilidade de se tornar o tesoureiro do Bey. Entre 1728 e 1732, ele foi nomeado Comandante dos Guardas da Vida. Em 1732, tornou-se Agha ed-Deira, comandante em chefe da cavalaria local. Em 1735, ele participou da conquista de Túnis pelo exército argelino durante a eliminação de Al-Husayn I ibn Ali . Como recompensa, Olufs foi libertado em 31 de outubro e foi autorizado a retornar a Amrum. Em 1747, ele publicou uma autobiografia em dinamarquês, que foi traduzida para o alemão em 1751. Hark Olufs morreu em 13 de outubro de 1754, em Süddorf, Amrum. Sua lápide ainda é visível no cemitério de Nebel.

## Legado
A vida de Hark Oluf foi narrada em um romance biográfico em 2010: